# 並榎町
並榎町（なみえまち）は、群馬県高崎市の地名。郵便番号は370-0802。面積は0.58km2(2012年現在)

## 地理
烏川下流の左岸に位置している。

### 河川
- 烏川

## 歴史
1898年に下並榎から並榎町となって成立した地名である。この地域は高崎で特に閑静な地域であったことから、大正から明治にかけれ高級住宅街、別荘地として注目されていた。

### 年表
- 1898年（明治31年） 下並榎から改称し、高崎町の町名となる。
- 1900年（明治33年）4月1日 市制施行で高崎町は高崎市となる。

## 世帯数と人口
2017年（平成29年）8月31日現在の世帯数と人口は以下の通りである。
| 町丁   | 世帯数    | 人口    |
| ------ | --------- | ------- |
| 並榎町 | 1,581世帯 | 3,305人 |

## 小・中学校の学区
市立小・中学校に通う場合、学区は以下の通りとなる。
| 番地・地区 | 小学校             | 中学校             |
| ---------- | ------------------ | ------------------ |
| 坂下       | 高崎市立中央小学校 | 高崎市立第一中学校 |
| 北         | 高崎市立西小学校   | 高崎市立並榎中学校 |
| その他     | 高崎市立西小学校   | 高崎市立第一中学校 |

## 交通

### 鉄道
当町に鉄道駅はない。

### 道路

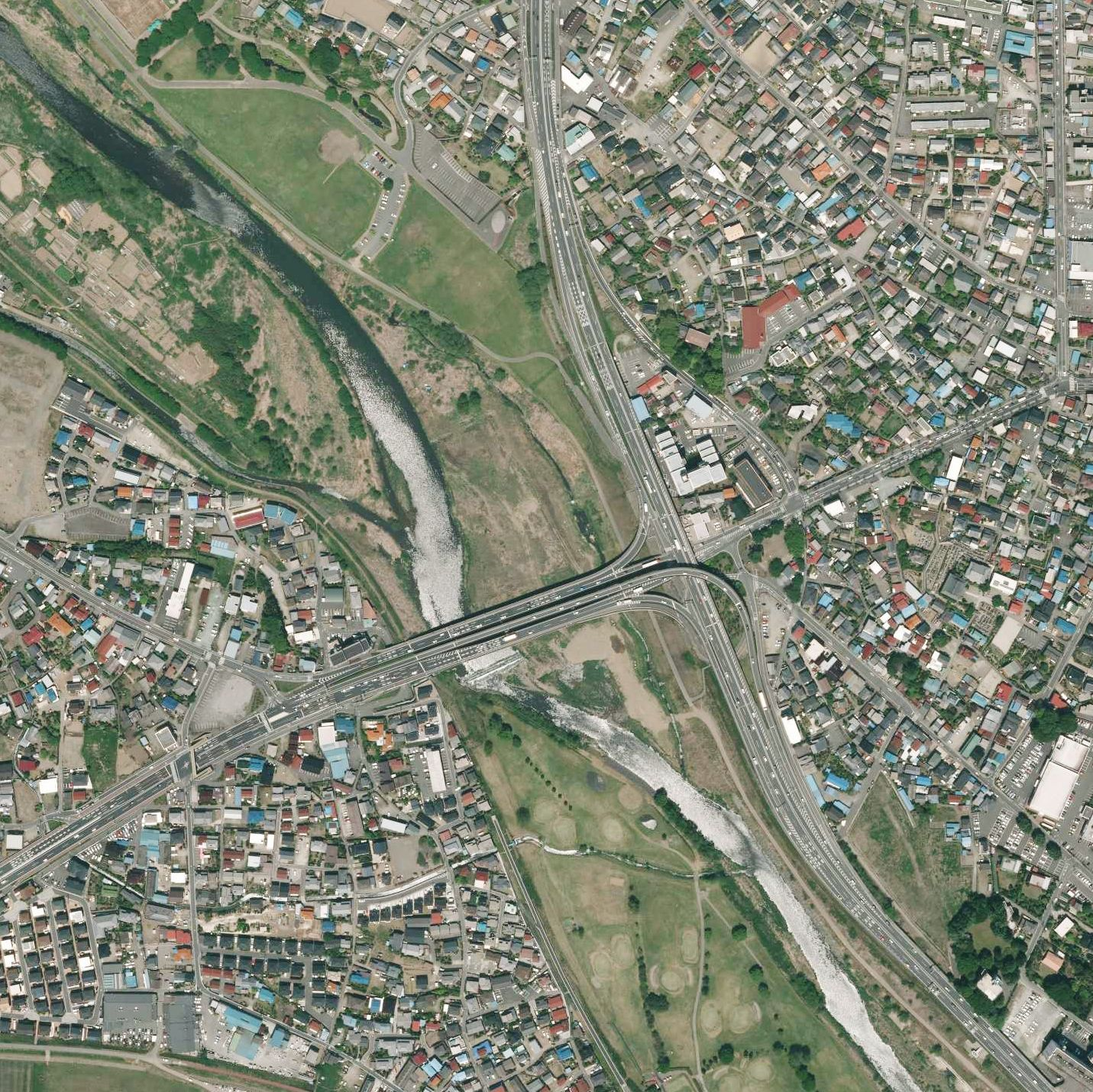
君が代橋
（2010年撮影）。

国道は国道17号高崎前橋バイパス、国道18号、国道354号が通っている。同町にある君が代橋東交差点は当バイパスと国道18号・国道354号が交わる交差点であり、3つの道路の起点である。
県道は通っていない。

## 施設
- 高崎市立西小学校
- 高崎市立並榎中学校
- 高崎並榎郵便局
- 並榎団地
- せんだん保育園
- 神明神社
- 常仙寺